# Tadeusz Gwiazdowski
Tadeusz Gwiazdowski, właśc. Antoni Gwiazdowski (ur. 1 września 1918 w Hambornie, zm. 12 grudnia 1983 w Gdyni) – polski aktor, teatralny, filmowy i telewizyjny.

## Życiorys
Urodził się 1 września 1918 w Hambornie n. Renem (obecnie dzielnica Duisburga), na terenie Cesarstwa Niemieckiego. Od 1920 mieszkał z rodziną w Bydgoszczy. W sezonie 1936/1937 był członkiem zespołu aktorskiego Teatru Polskiego w Bydgoszczy. W 1937 rozpoczął studia na Wydziale Aktorskim Państwowego Instytutu Sztuki Teatralnej w Warszawie, które przerwał wybuch II wojny światowej. W czasie okupacji niemieckiej został wywieziony na roboty przymusowe do Niemiec.
W 1945 zdał eksternistycznie egzamin aktorski w Warszawie. W sezonie 1945/1946 występował na deskach Teatru Miejskiego Komedia w Gdyni, a w sezonie 1946–1947 w Teatrze Dramatycznym Marynarki Wojennej. W latach 1948–1979 był aktorem Teatru Wybrzeże w Gdańsku. W 1979 przeszedł na emeryturę, ale nadal występował na scenie Teatru Wybrzeże. Był także radnym MRN w Gdyni.
Występował również w Teatrze Telewizji, m.in. w spektaklach: Dzika kaczka Henrika Ibsena w reż. Kazimierza Łastawieckiego (1970), Dlaczego mnie budzą? Michela de Ghelderode’a w reż. Marka Okopińskiego jako Jair (1972), Jenny Nikołaja Leskowa w reż. Jerzego Afanasjewa jako Clove Mangrum (1973) oraz w Justynie według Elizy Orzeszkowej w reż. Marka Okopińskiego jako Orzelski (1974), Powodzi Bergera Henninga w reż. Jerzego Afanasjewa jako Charley (1977), Ciężkich czasach Michała Bałuckiego w reż. Jerzego Afanasjewa jako Żuryło (1979) i Krystynie Augusta Strindberga w reż. Ryszarda Majora jako Gustaw Horn (1980).
Zmarł w Gdyni, pochowany na cmentarzu Witomińskim w nowej alei zasłużonych (kwatera 26-38-15).

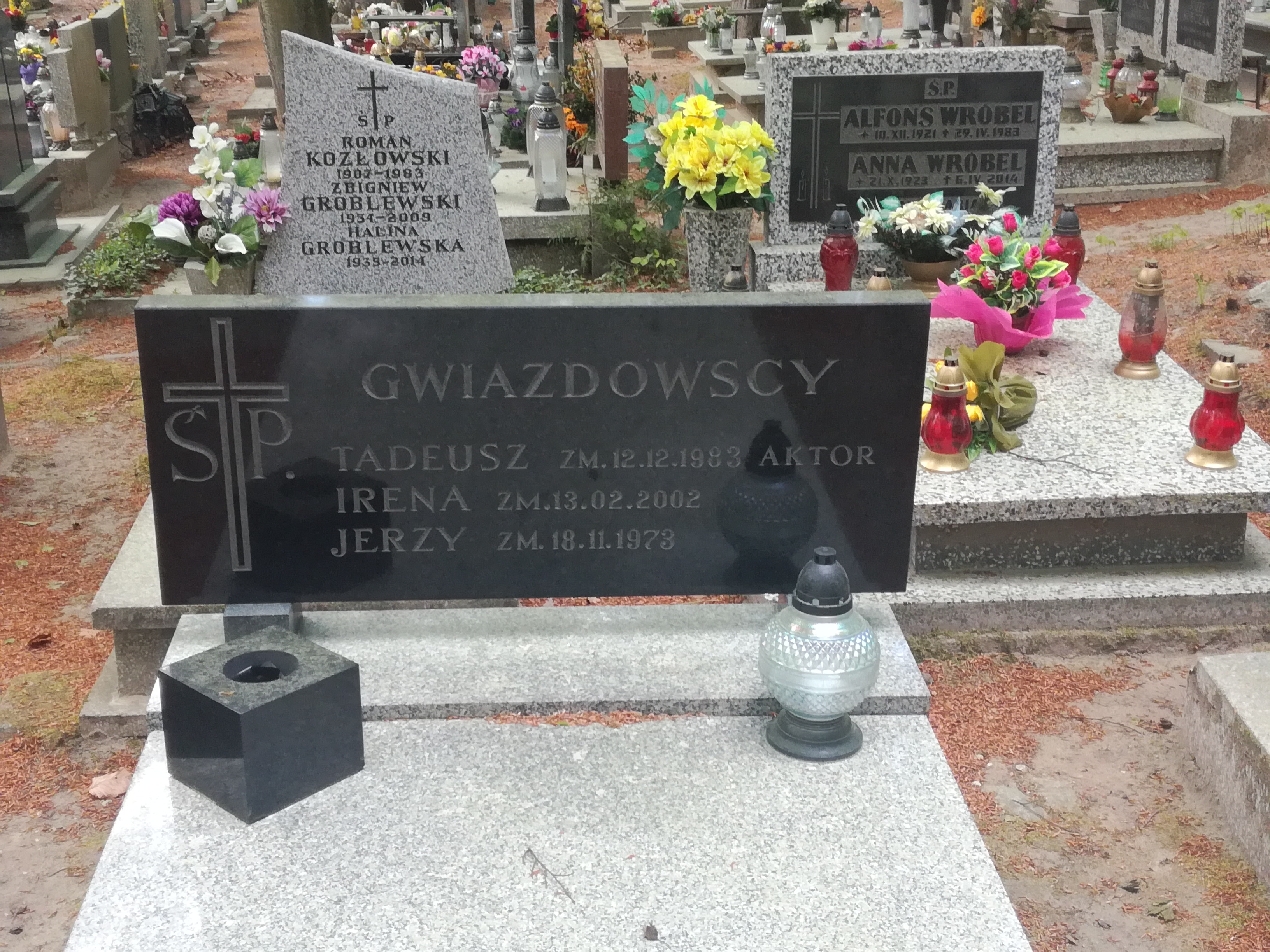
Grób Tadeusza Gwiazdowskiego na cmentarzu Witomińskim

## Filmografia
- Kanał (1956) – sierżant „Kula”, szef kompanii
- Nikodem Dyzma (1956) – Gabryś, „sąsiad” Dyzmy spod mostu Poniatowskiego, później jego lokaj
- Trzy kobiety (1956) – oficer niemiecki obecny przy przesłuchaniu Heleny
- Kapelusz pana Anatola (1957) – Migdał, milicjant grający z Anatolem w szachy
- Pętla (1957) – dozorca Zenek
- Skarb kapitana Martensa (1957) – Antoni
- Orzeł (1958) – bosman Bryt
- Wolne miasto (1958) – Niemiec w dokach
- Pociąg (1959) – konduktor
- Ostatni kurs (1963) – taksówkarz Kazik Górski, zmiennik Kowalskiego
- Żona dla Australijczyka (1963) – kierowca mikrobusu „Balt-Touru”
- Banda (1964) – majster w Stoczni Gdańskiej
- Echo (1964) – kelner w restauracji w Sopocie
- Wilczy bilet (1964) – majster Zygmunt Zakrzewski
- Jutro Meksyk (1965) – prezes
- Skok (1967) – ojciec Teresy
- Molo (1968) – mężczyzna na urodzinach Andrzeja
- Ostatni po Bogu (1968) – oficer na balu sylwestrowym
- Stawka większa niż życie (serial telewizyjny) (1968) – Fryderyk, portier w hotelu „Excelsior” (odc. 2. Hotel Excelsior)
- W każdą pogodę (1969) – bosman
- Prom (1970) – bosman na holowniku „Bosman”
- Przystań (1970) – bosman
- Podróż za jeden uśmiech (serial telewizyjny) (1971) – strażak podwożący ciocię Ulę i Poldka na Hel (odc. 7. Pożegnanie z Dudusiem)
- Samochodzik i templariusze (serial telewizyjny) (1971) – kapitan Petersen, ojciec Karen
- Seksolatki (1971) – mężczyzna w mieszkaniu znajomego Danki
- Podróż za jeden uśmiech (1972) – strażak
- Tajemnica wielkiego Krzysztofa (1972) – ksiądz
- Z tamtej strony tęczy (1972) – gość w lokalu
- Czarne chmury (serial telewizyjny) (1973) – Kalinowski, marszałek dworu hetmana Jana Sobieskiego (odc. 6. Intryga i odc. 9. Zaręczyny)
- Drzwi w murze (1973) – sprzedawca porcelanowych piesków
- Ile jest życia (serial telewizyjny) (1974) – Marzęta (odc. 4. Jeszcze wystrzał)
- S.O.S. (serial telewizyjny) (1974) – szef Kostronia (odc. 1. Tajemnica Ewy Szmidt, odc. 2. Jolka i odc. 4. Fałszywy trop)
- Kazimierz Wielki (1975) – medyk
- Koń by się uśmiał (1975)
- Kapitan z „Oriona” (1977) – krawiec
- Prawo Archimedesa (1977) – komandor, członek komitetu organizacyjnego maratonu
- Próba ognia i wody (1978) – komendant straży pożarnej
- Życie na gorąco (serial telewizyjny) (1978) – Lerouve, komisarz marsylskiej policji (odc. 3. Marsylia)
- Buddenbrookowie (Boodenbrooks) (serial telewizyjny) (1979)
- Młyn Lewina (Levins Muhle) (1980) – proboszcz
- Wizja lokalna 1901 (1980)
- Blizny (serial telewizyjny) (1981) – chłop w Granicznej Wsi (odc. 2)
- Człowiek z żelaza (1981) – stoczniowiec
- Debiutantka (1981) – pasażer w przedziale
- Książę (1981) – mężczyzna w taksówce „Księcia”

## Ordery i odznaczenia
- Krzyż Oficerski Orderu Odrodzenia Polski (1976)
- Krzyż Kawalerski Orderu Odrodzenia Polski (1964)
- Złoty Krzyż Zasługi (1957)
- Odznaka Honorowa „Za zasługi dla Gdańska”

## Nagrody i wyróżnienia
- Nagroda miasta Gdyni (1959)
- Wyróżnienie na II Festiwalu Teatrów Polski Północnej w Toruniu za rolę Kitta w spektaklu Zabawa jak nigdy Williama Saroyana w Teatrze Wybrzeże w Gdańsku (1960)
- Nagroda na V FTPP w Toruniu za rolę Azdaka w spektaklu Kaukaskie kredowe koło Bertolta Brechta w Teatrze Wybrzeże w Gdańsku (1963)
- Nagroda na VI FTPP w Toruniu za rolę Falstaffa w Henryku IV i Anzelma w Komu bije dzwon w Teatrze Wybrzeże w Gdańsku (1964)
- Nagroda na X FTPP w Toruniu za rolę Jego w spektaklu Poczwórka Sławomira Mrożka w Teatrze Wybrzeże w Gdańsku (1968)
- „Order Stańczyka” – honorowe wyróżnienie miesięcznika „Litery” (1968)
- Nagroda na XIV FTPP w Toruniu za rolę Priamusa i Jowisza w spektaklu Świat zawikłany (1971)

## Upamiętnienie
Od 16 lutego 1993 jest patronem jednej z ulic w Gdańsku-Brzeźnie.